# Première circonscription de Tunis
La première circonscription de Tunis (Tunis 1) est une ancienne circonscription électorale tunisienne et l'une des deux circonscriptions que compte le gouvernorat de Tunis.
Elle comprend les délégations de Médina, Bab El Bhar, Bab Souika, Séjoumi, Ezzouhour, Hraïria, Sidi Hassine, El Ouardia, El Kabaria, Sidi El Béchir et Djebel Jelloud.
Le décret-loi no 2022-55 du 15 septembre 2022 la divise en sept circonscriptions.

## Résultats électoraux
Voici les résultats de l'élection de l'Assemblée constituante de 2011 pour la circonscription ; la liste donne les partis ayant obtenu au moins un siège :
| Parti          | Parti                          | Voix    | %    | Sièges |
| -------------- | ------------------------------ | ------- | ---- | ------ |
|                | Ennahdha                       | 94 938  | 46,3 | 4      |
|                | Ettakatol                      | 27 179  | 13,3 | 1      |
|                | Congrès pour la République     | 1 739   | 8,5  | 1      |
|                | Parti démocrate progressiste   | 697     | 3,4  | 1      |
|                | Parti de la lutte progressiste | 586     | 2,9  | 1      |
|                | Pôle démocratique moderniste   | 5 010   | 2,4  | 1      |
| Inscrits       | Inscrits                       | 21 660  | 100  | 9      |
| Votants        | Votants                        | 204 987 |      | -      |
| Exprimés       | Exprimés                       | 204 987 | 100  | -      |
| Blancs et nuls | Blancs et nuls                 | 11 618  |      | -      |

## Représentants

### Constituants
|  | Nom                  | Parti                                                                           |
|  | -------------------- | ------------------------------------------------------------------------------- |
|  | Bahi Ladgham         | Front national (Néo-Destour et Union générale tunisienne du travail)            |
|  | Chedly Naifar        | Front national (Néo-Destour)                                                    |
|  | Mahmoud El Materi    | Front national (Néo-Destour)                                                    |
|  | Amor Riahi           | Front national (Union générale tunisienne du travail)                           |
|  | André Bismuth        | Front national (Néo-Destour)                                                    |
|  | Taïeb Sahbani        | Front national (Néo-Destour)                                                    |
|  | Azzouz Rebaï         | Front national (Néo-Destour)                                                    |
|  | Mohamed Lasfar Jerad | Front national (Union tunisienne de l'industrie, du commerce et de l'artisanat) |
|  | Mahmoud Zerzeri      | Front national (Union tunisienne de l'industrie, du commerce et de l'artisanat) |

|  | Nom                                            | Image | Parti                                                                         |
|  | ---------------------------------------------- | ----- | ----------------------------------------------------------------------------- |
|  | Warda Turki Mohamed Habib Marzouki (2011-2013) |       | Ennahdha                                                                      |
|  | Yamina Zoghlami                                |       | Ennahdha                                                                      |
|  | Habib Bribech                                  |       | Ennahdha                                                                      |
|  | Hajer Aziz                                     |       | Ennahdha                                                                      |
|  | Mustapha Ben Jaafar                            |       | Ettakatol                                                                     |
|  | Samir Ben Amor                                 |       | Congrès pour la République                                                    |
|  | Moncef Cheikhrouhou                            |       | Parti démocrate progressiste puis Alliance démocratique                       |
|  | Hicham Hosni                                   |       | Parti de la lutte progressiste, indépendant puis Parti populaire progressiste |
|  | Samir Taïeb                                    |       | Pôle démocratique moderniste                                                  |

### Députés
|  | Nom                           | Parti                                                                           |
|  | ----------------------------- | ------------------------------------------------------------------------------- |
|  | Bahi Ladgham                  | Front national (Néo-Destour)                                                    |
|  | Chedly Naifar                 | Front national (Néo-Destour)                                                    |
|  | Mahmoud El Materi             | Front national (Néo-Destour)                                                    |
|  | Albert Bessis                 | Front national (Néo-Destour)                                                    |
|  | El Haj Mohamed Ben Abdelkader | Front national (Union tunisienne de l'industrie, du commerce et de l'artisanat) |
|  | Salah Mbarek                  | Front national (Néo-Destour)                                                    |
|  | Radhia Haddad                 | Front national (Union nationale de la femme tunisienne)                         |

|  | Nom                      | Parti                                                                                         |
|  | ------------------------ | --------------------------------------------------------------------------------------------- |
|  | Bahi Ladgham             | Parti socialiste destourien                                                                   |
|  | Hassib Ben Ammar         | Parti socialiste destourien                                                                   |
|  | Béchir Zarg Layoun       | Parti socialiste destourien et Union tunisienne de l'industrie, du commerce et de l'artisanat |
|  | Mohamed Salah Belhaj     | Parti socialiste destourien                                                                   |
|  | Albert Bessis            | Parti socialiste destourien                                                                   |
|  | Fouad Mebazaa            | Parti socialiste destourien                                                                   |
|  | Mohamed Laâroussi Metoui | Parti socialiste destourien                                                                   |

|  | Nom             | Parti                                                               |
|  | --------------- | ------------------------------------------------------------------- |
|  | Bahi Ladgham    | Parti socialiste destourien                                         |
|  | Béchir Bellagha | Parti socialiste destourien et Union générale tunisienne du travail |
|  | Radhia Haddad   | Parti socialiste destourien                                         |
|  | Moncef Jaâfar   | Parti socialiste destourien                                         |

|  | Nom                                | Parti                       |
|  | ---------------------------------- | --------------------------- |
|  | Mohamed Snoussi puis Ahmed Mestiri | Parti socialiste destourien |
|  | Mohamed Salah Belhaj               | Parti socialiste destourien |
|  | Max Bichi Scemama                  | Parti socialiste destourien |

|  | Nom                | Parti                                                                                         |
|  | ------------------ | --------------------------------------------------------------------------------------------- |
|  | Béji Caïd Essebsi  | Parti socialiste destourien                                                                   |
|  | Béchir Zarg Layoun | Parti socialiste destourien et Union tunisienne de l'industrie, du commerce et de l'artisanat |

|  | Nom                      | Parti                                                                                         |
|  | ------------------------ | --------------------------------------------------------------------------------------------- |
|  | Fouad Mebazaa            | Parti socialiste destourien                                                                   |
|  | Béchir Zarg Layoun       | Parti socialiste destourien et Union tunisienne de l'industrie, du commerce et de l'artisanat |
|  | Hassen Kacem             | Parti socialiste destourien                                                                   |
|  | Mohamed Larbi Abderrazak | Parti socialiste destourien                                                                   |

|  | Nom                   | Parti                                                                                         |
|  | --------------------- | --------------------------------------------------------------------------------------------- |
|  | Ferjani Bel Haj Ammar | Parti socialiste destourien et Union tunisienne de l'industrie, du commerce et de l'artisanat |
|  | Fathi Zouhir          | Parti socialiste destourien                                                                   |
|  | Mohamed Ali Darghouth | Parti socialiste destourien et Union tunisienne de l'industrie, du commerce et de l'artisanat |
|  | Chedly Ben Jaâfar     | Parti socialiste destourien                                                                   |
|  | Ismaïl Lejri          | Parti socialiste destourien et Union générale tunisienne du travail                           |

|  | Nom                    | Parti                                                                      |
|  | ---------------------- | -------------------------------------------------------------------------- |
|  | Fouad Mebazaa          | Parti socialiste destourien                                                |
|  | Ameur Ben Aicha        | Parti socialiste destourien                                                |
|  | Abderrahmane Khabthani | Parti socialiste destourien et Union générale tunisienne du travail        |
|  | Mokhtar Bellagha       | Parti socialiste destourien et Union nationale des agriculteurs tunisiens) |
|  | Boubaker Belhaj        | Parti socialiste destourien                                                |
|  | Boubaker Azaiez        | Parti socialiste destourien et Union générale tunisienne du travail        |

|  | Nom                                    | Parti                                                                           |
|  | -------------------------------------- | ------------------------------------------------------------------------------- |
|  | Béji Caïd Essebsi                      | Front national (Parti socialiste destourien)                                    |
|  | Habib Boularès                         | Front national (Parti socialiste destourien)                                    |
|  | Mohamed Salah Belhaj puis Azzouz Rebaï | Front national (Parti socialiste destourien)                                    |
|  | Chedly Naifar                          | Front national (Parti socialiste destourien)                                    |
|  | Habib Majoul                           | Front national (Union tunisienne de l'industrie, du commerce et de l'artisanat) |
|  | Néji Chaâri                            | Front national (Union générale tunisienne du travail)                           |
|  | Mohamed Skander                        | Front national (Parti socialiste destourien)                                    |
|  | Kacem Azzek                            | Front national (Parti socialiste destourien)                                    |

|  | Nom                  | Parti                                                                            |
|  | -------------------- | -------------------------------------------------------------------------------- |
|  | Slaheddine Baly      | Union nationale (Parti socialiste destourien)                                    |
|  | Zakaria Ben Mustapha | Union nationale (Parti socialiste destourien)                                    |
|  | Azzouz Rebaï         | Union nationale (Parti socialiste destourien)                                    |
|  | Mohamed Triki        | Union nationale (Parti socialiste destourien)                                    |
|  | Chedly Naifar        | Union nationale (Parti socialiste destourien)                                    |
|  | Fatma Douik          | Union nationale (Union nationale de la femme tunisienne)                         |
|  | Abdessatar Chennaoui | Union nationale (Union générale tunisienne du travail)                           |
|  | Mohamed Salah Gharbi | Union nationale (Parti socialiste destourien)                                    |
|  | Ali Lachâal          | Union nationale (Union générale tunisienne du travail)                           |
|  | Habib Majoul         | Union nationale (Union tunisienne de l'industrie, du commerce et de l'artisanat) |
|  | Mohamed Achour       | Union nationale (Union tunisienne de l'industrie, du commerce et de l'artisanat) |
|  | Mahmoud Charchour    | Union nationale (Parti socialiste destourien)                                    |
|  | Mustapha Lakhoua     | Union nationale (Parti socialiste destourien)                                    |
|  | Fadhel Ben Salah     | Union nationale (Parti socialiste destourien)                                    |

|  | Nom                    | Parti |
|  | ---------------------- | --- |
|  | Slaheddine Baly        | Rassemblement constitutionnel démocratique                                                                   |
|  | Mohamed Ali Bouleimane | Rassemblement constitutionnel démocratique                                                                   |
|  | Mustapha Masmoudi      | Rassemblement constitutionnel démocratique                                                                   |
|  | Emna Aouij             | Rassemblement constitutionnel démocratique                                                                   |
|  | Béji Caïd Essebsi      | Rassemblement constitutionnel démocratique                                                                   |
|  | Fethia Baccouche       | Rassemblement constitutionnel démocratique                                                                   |
|  | Mohamed Skander        | Rassemblement constitutionnel démocratique                                                                   |
|  | Hédi Djilani           | Rassemblement constitutionnel démocratique et Union tunisienne de l'industrie, du commerce et de l'artisanat |

|  | Nom                                   | Parti |
|  | ------------------------------------- | --- |
|  | Taïeb Sahbani                         | Rassemblement constitutionnel démocratique                                                                   |
|  | Mounir Ben Miled                      | Rassemblement constitutionnel démocratique                                                                   |
|  | Ali Chaâlali                          | Rassemblement constitutionnel démocratique                                                                   |
|  | Emna Aouij                            | Rassemblement constitutionnel démocratique                                                                   |
|  | Abdesselam Zormati puis Fouad Mebazaa | Rassemblement constitutionnel démocratique                                                                   |
|  | Néziha Ben Yedder                     | Rassemblement constitutionnel démocratique                                                                   |
|  | Hédi Djilani                          | Rassemblement constitutionnel démocratique et Union tunisienne de l'industrie, du commerce et de l'artisanat |
|  | Abdelkrim Mâaouia                     | Rassemblement constitutionnel démocratique                                                                   |

|  | Nom                     | Parti |
|  | ----------------------- | --- |
|  | Fouad Mebazaa           | Rassemblement constitutionnel démocratique                                                                   |
|  | Hédi Djilani            | Rassemblement constitutionnel démocratique et Union tunisienne de l'industrie, du commerce et de l'artisanat |
|  | Mounir Ben Miled        | Rassemblement constitutionnel démocratique                                                                   |
|  | Abdelkrim Mâaouia       | Rassemblement constitutionnel démocratique                                                                   |
|  | Kmar Kaâbi              | Rassemblement constitutionnel démocratique                                                                   |
|  | Ezzedine Tayeb          | Rassemblement constitutionnel démocratique                                                                   |
|  | Mohamed Salah Ghadhab   | Rassemblement constitutionnel démocratique                                                                   |
|  | Ali Trabelsi            | Rassemblement constitutionnel démocratique                                                                   |
|  | Ammar Zoghlami          | Union démocratique unioniste                                                                                 |
|  | Rachid Ghanem           | Mouvement des démocrates socialistes                                                                         |
|  | Mohamed Bouchiha        | Parti de l'unité populaire                                                                                   |
|  | Noureddine Ben Romdhane | Mouvement Ettajdid                                                                                           |

|  | Nom                  | Parti |
|  | -------------------- | --- |
|  | Fouad Mebazaa        | Rassemblement constitutionnel démocratique                                                                   |
|  | Hédi Djilani         | Rassemblement constitutionnel démocratique et Union tunisienne de l'industrie, du commerce et de l'artisanat |
|  | Mohamed Habib Thamer | Rassemblement constitutionnel démocratique                                                                   |
|  | Mohamed Dami         | Rassemblement constitutionnel démocratique                                                                   |
|  | Najoua Miladi        | Rassemblement constitutionnel démocratique                                                                   |
|  | Naceur Chouayakh     | Rassemblement constitutionnel démocratique                                                                   |
|  | Radhia Ben Soltane   | Rassemblement constitutionnel démocratique                                                                   |
|  | Néji Jarrahi         | Rassemblement constitutionnel démocratique                                                                   |
|  | Ammar Zoghlami       | Union démocratique unioniste                                                                                 |
|  | Mohamed Raja Litaiem | Mouvement des démocrates socialistes                                                                         |
|  | Hichem Haji          | Parti de l'unité populaire                                                                                   |

|  | Nom                     | Parti |
|  | ----------------------- | --- |
|  | Fouad Mebazaa           | Rassemblement constitutionnel démocratique                                                                   |
|  | Hédi Djilani            | Rassemblement constitutionnel démocratique et Union tunisienne de l'industrie, du commerce et de l'artisanat |
|  | Faouzi Loumi            | Rassemblement constitutionnel démocratique                                                                   |
|  | Masouda Hellali Battikh | Rassemblement constitutionnel démocratique                                                                   |
|  | Anis Chouchane          | Rassemblement constitutionnel démocratique                                                                   |
|  | Mohamed Dami            | Rassemblement constitutionnel démocratique                                                                   |
|  | Mohamed Habib Thamer    | Rassemblement constitutionnel démocratique                                                                   |
|  | Radhia Ben Soltane      | Rassemblement constitutionnel démocratique                                                                   |
|  | Nizar Kasem             | Union démocratique unioniste                                                                                 |
|  | Anis Ariani             | Parti social-libéral                                                                                         |
|  | Mohamed Raja Litaiem    | Mouvement des démocrates socialistes                                                                         |
|  | Hichem Haji             | Parti de l'unité populaire                                                                                   |